# Pilea myriantha
Pilea myriantha är en nässelväxtart som beskrevs av Ellsworth Paine Killip. Pilea myriantha ingår i släktet pileor, och familjen nässelväxter. Inga underarter finns listade i Catalogue of Life.